# IC 4621
IC 4621 је спирална галаксија у сазвјежђу Херкул која се налази на листи објеката дубоког неба у Индекс каталогу.
Деклинација објекта је + 8° 47' 3" а ректасцензија 16h 50m 51,1s. Привидна величина (магнитуда) објекта IC 4621 износи 14,0 а фотографска магнитуда 14,8. IC 4621 је још познат и под ознакама UGC 10576, MCG 1-43-4, CGCG 53-15, NPM1G +08.0453, IRAS 16484+0852, PGC 59104.